# 紀元前506年
紀元前506年（きげんぜんごひゃくろくねん）は、西暦（ローマ暦）による年。
当時、古代ローマにおいては、「ルフスとアクィリヌスが共和政ローマ執政官に就任した年」として知られていた。紀元前1世紀の共和政ローマ末期以降においてはローマ建国紀元248年とされた。紀年法として西暦（キリスト紀元）がヨーロッパで広く普及した中世時代初期以降、この年は紀元前506年と表記されるのが一般的となった。

## 他の紀年法
- 干支 : 乙未
- 日本
  - 皇紀155年
  - 懿徳天皇5年
- 中国
  - 周 - 敬王14年
  - 魯 - 定公4年
  - 斉 - 景公42年
  - 晋 - 定公6年
  - 秦 - 哀公31年
  - 楚 - 昭王10年
  - 宋 - 景公11年
  - 衛 - 霊公29年
  - 陳 - 恵公28年
  - 蔡 - 昭侯13年
  - 曹 - 隠公4年
  - 鄭 - 献公8年
  - 燕 - 平公18年
  - 呉 - 闔閭9年
- 朝鮮
  - 檀紀1828年
- ベトナム :
- 仏滅紀元 : 39年
- ユダヤ暦 : 3255年 - 3256年

## できごと

### 中国
- 晋・斉・魯・宋・蔡・衛・陳・鄭・許・曹などの諸国が召陵に会盟し、楚に対する進攻を決議した。
- 蔡が召陵の会に参加しなかった沈を滅ぼした。
- 楚が蔡を包囲した。
- 晋の士鞅と衛の孔圉が軍を率いて鮮虞を攻撃した。
- 呉・蔡・唐が楚に侵攻した。
- 柏挙の戦い - 孫武の率いる呉の軍勢が楚軍を柏挙で破り、楚の都であった郢を破壊し、楚の昭王は逃亡を余儀なくされた[1]。